# Sin opción
Sin opción es una película de Argentina en colores  dirigida por Néstor Lescovich según el guion de Daniel Panaro y Rolo Pereyra que se estrenó el 9 de febrero de 1995 y que tuvo como principales intérpretes a Ulises Dumont, Federico Luppi, Boris Rubaja e Ivo Cutzarida. La película tuvo el título alternativo de Sueño eterno.

## Sinopsis
Una mujer que trata de encontrar a quien robó el botín de un mafioso se cruza con un joven roquero sospechoso.

## Reparto
- Ulises Dumont…Pereyra
- Federico Luppi…Viola
- Boris Rubaja…Pablo
- Ivo Cutzarida…Flavio
- Walter Soubrié ...Padre de Marina
- Nora Zinski …Andrea
- Verónica Llinás
- Liliana Giordano …Marina
- Virginia Innocenti …Voz de Liliana Giordano
- María José Gabin
- Alejandra Flechner
- Edward Nutkiewicz
- Rubén Panne
- Jorge Prado
- Carina Rosale
- Fernando Llosa
- Tito Haas
- Marina Tórtora Kim
- Las Gambas al Ajillo
- Claudio Quinteros

## Comentarios
María Núñez en Página 12 escribió:

«Estéticamente audaz. Una película bien narrada que ofrece un punto de vista distinto del de sus equivalentes nacionales.»

Moira Soto en Humor opinó:

«Un policial mayor donde los personajes se mueven en un universo cerrado, sin espacio para los buenos sentimientos.»

Walter Duche en La Prensa escribió:

«El relato es un tanto previsible, con actores que repitieron ese mismo personaje tantas veces...una suerte de descuido a la hora de narrar que provoca algún desconcierto en el espectador.»

Alberto Farina en El Cronista Comercial dijo:

«Policial con Cutzarida y ridiculeces...psicológico, con muchos pensamientos en off y ambientación posmo, tipo spot publicitario de shampoo.»